# Aḩmad Beyg
Aḩmad Beyg (persiska: احمدبیگ, Aḩmad Beyk) är en ort i Iran.   Den ligger i provinsen Västazarbaijan, i den nordvästra delen av landet, 400 km väster om huvudstaden Teheran. Aḩmad Beyg ligger 1 912 meter över havet och antalet invånare är 107.
Terrängen runt Aḩmad Beyg är lite bergig, och sluttar västerut.Runt Aḩmad Beyg är det ganska glesbefolkat, med 47 invånare per kvadratkilometer. Närmaste större samhälle är Shāhīn Dezh, 14,7 km sydväst om Aḩmad Beyg. Trakten runt Aḩmad Beyg består i huvudsak av gräsmarker.